# Xoanodera vitticollis
Xoanodera vitticollis là một loài bọ cánh cứng trong họ Cerambycidae.